# Picture Perfect Morning
Picture Perfect Morning är ett album av Edie Brickell, släppt den 16 augusti 1994. Albumet var Brickells första soloalbum efter tiden i Edie Brickell & New Bohemians och det är producerat av hennes make Paul Simon och Roy Halee.
Albumet nådde Billboard-listans 68:e plats.

## Låtlista
Singelplacering i Billboard inom parentes
1. Tomorrow Comes
2. Green
3. When The Lights Go Down
4. Good Times (#60)
5. Another Woman’s Dream
6. Stay Awhile
7. Hard Times
8. Olivia
9. In The Bath
10. Picture Perfect Morning
11. Lost In The Moment

Samtliga låtar är skrivna av Edie Brickell